# Iaroslavka, Bobrovîțea
Iaroslavka (în ucraineană Ярославка) este o comună în raionul Bobrovîțea, regiunea Cernihiv, Ucraina, formată numai din satul de reședință.

## Demografie
Componența lingvistică a comunei Iaroslavka
     Ucraineană (98,99%)
     Alte limbi (0,92%)
Conform recensământului din 2001, majoritatea populației comunei Iaroslavka era vorbitoare de ucraineană (98,99%), existând în minoritate și vorbitori de alte limbi.